# Мещена
Мещена — река в России, протекает по Торопецкому району Тверской области. Истоки реки находятся к западу от деревни Карташово. Далее река течёт на северо-запад. Устье реки находится у нежилой деревни Кашуты в 7 км по левому берегу реки Губенка. Длина реки составляет 21 км.
В 3 км от устья, по левому берегу реки впадает река Ямна.
Река протекает по территории Кудрявцевского сельского поселения, на реке стоят деревни Старинка и Мишково.
Система водного объекта: Губенка → Кунья → Ловать → Волхов → Нева → Балтийское море.

## Данные водного реестра
По данным государственного водного реестра России относится к Балтийскому бассейновому округу, водохозяйственный участок реки — Ловать и Пола, речной подбассейн реки — Волхов. Относится к речному бассейну реки Нева (включая бассейны рек Онежского и Ладожского озера).
Код объекта в государственном водном реестре — 01040200312102000023346.